# HK Brest
Der HK Brest (russisch ХК Брест) ist ein belarussischer Eishockeyklub aus Brest, der in der belarussischen Extraliga spielt. Der Klub wurde 2001 gegründet und trägt seine Heimspiele im Eissportpalast Brest aus, der 2.000 Zuschauern Platz bietet.

## Geschichte

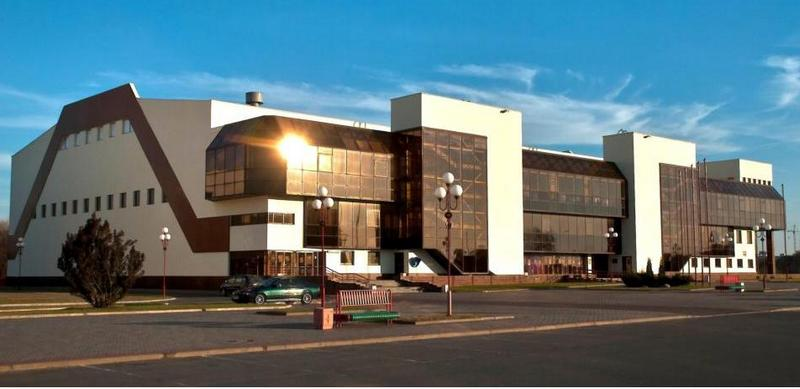
Eissportpalast Brest

Der HK Brest wurde 2001 gegründet. Seit der Saison 2000/01 nimmt die Mannschaft durchgehend am Spielbetrieb der belarussischen Extraliga teil.

## Bekannte Spieler
- Maxim Wassiljewitsch Balmotschnych
- Aljaksej Baranau
- Jauhen Kawyrschin
- Jewgeni Alexandrowitsch Korotkow
- Ilja Sergejewitsch Solarjow